# Chionoecetes pacificus
Chionoecetes pacificus is een krabbensoort uit de familie van de Oregoniidae. De wetenschappelijke naam van de soort is voor het eerst geldig gepubliceerd in 1978 door Sakai.